# رونار ماور سیگوریونسون
رونار ماور سیگورلیگارسون سیگوریونسون (ایسلندی: Rúnar Már Sigurlaugarson Sigurjónsson؛ زادهٔ ۱۸ ژوئن ۱۹۹۰) بازیکن فوتبال اهل ایسلند است.

## باشگاهی
از باشگاه‌هایی که در آن بازی کرده‌است می‌توان به پک زووله، گراس‌هاپر و آستانه اشاره کرد.

## تیم ملی
وی همچنین در تیم ملی فوتبال ایسلند بازی کرده‌است.